# Salamandrella keyserlingii
La salamandra siberiana (Salamandrella keyserlingii Dybowski, 1870) è un anfibio urodelo della famiglia degli Inobiidi ed è una delle sole due specie del genere Salamandrella. Nelle pubblicazioni meno recenti viene ancora classificata nel genere Hynobius.

## Descrizione

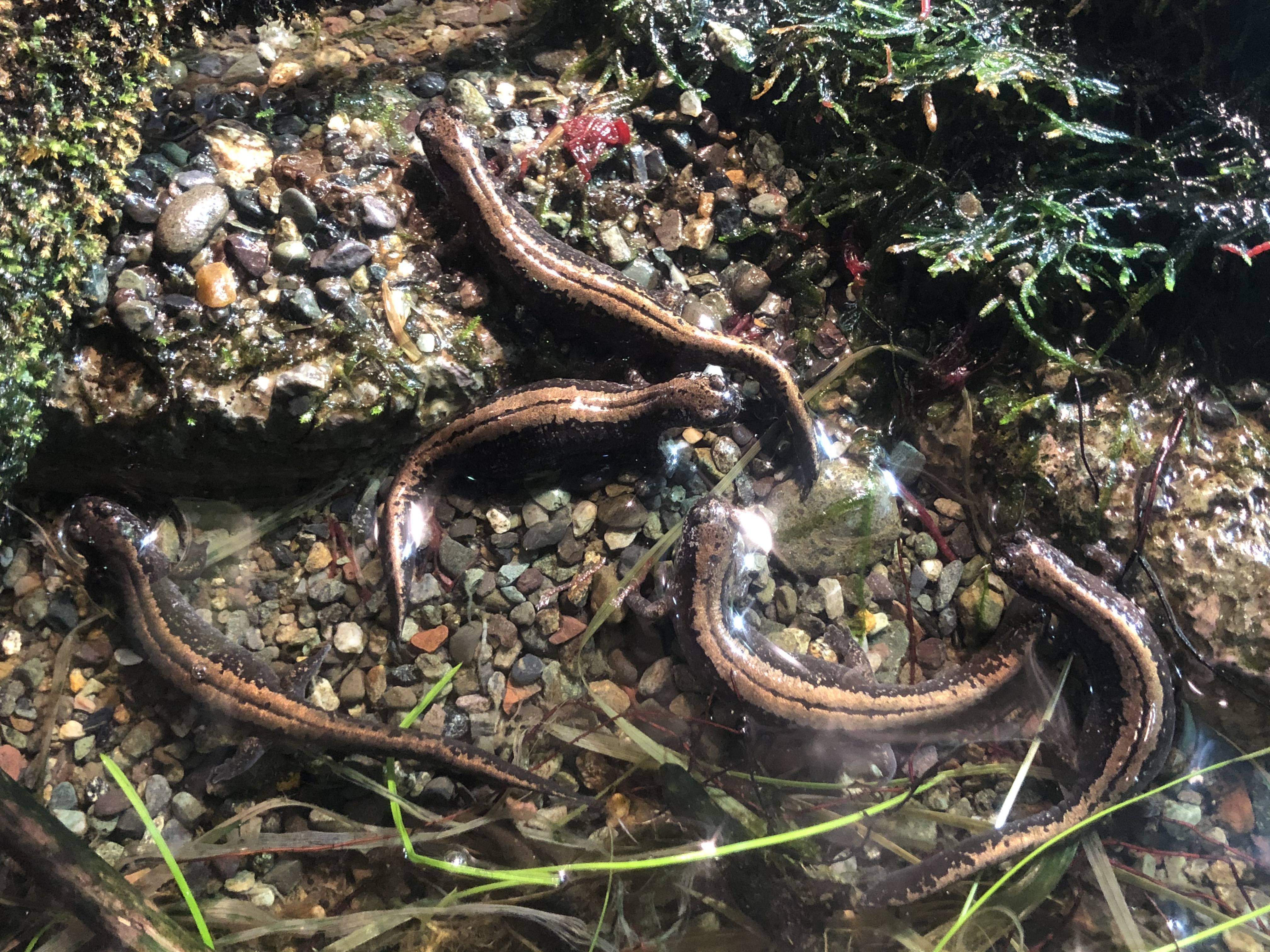
Vari esemplari riuniti insieme.

La salamandra siberiana ha una lunghezza variabile da 13 (nelle femmine) a 16 centimetri (nei maschi) e una struttura relativamente robusta. Le zampe posteriori hanno solo quattro dita invece di cinque, caratteristica che si riscontra solo nelle salamandrine dagli occhiali italiane. La testa appare ben distinta dal tronco; gli occhi sono sporgenti, come quelli di una rana. Nella parte posteriore della testa sono presenti ghiandole parotoidi ben sviluppate, simili a quelle della salamandra pezzata o dei rospi. Sul tronco vi sono da 12 a 15 pieghe laterali evidenti. La coda, dalla base arrotondata, si appiattisce lateralmente verso l'estremità e diviene carenata in alto. La sua lunghezza è inferiore a quella della testa e del tronco messi insieme. Caratteristica è una sottile striscia nera al centro del dorso, delimitata da bande longitudinali color bronzo, a loro volta delimitate dal colore scuro marmorizzato dei fianchi. Il lato ventrale è grigio-biancastro e maculato, la gola è color carne. La pelle appare liscia e lucida. All'interno della vasta area di distribuzione la specie presenta una grande variabilità per quanto riguarda le dimensioni, la colorazione e i disegni della livrea.

## Distribuzione e habitat
Se si escludono alcune popolazioni localizzate sul versante europeo della catena montuosa degli Urali (a circa 44 gradi di longitudine est; nell'area di Nižnij Novgorod e in quelle di Syktyvkar e Arcangelo), la salamandra siberiana ha una distribuzione prevalentemente asiatica, comprendendo quasi tutta la parte asiatica della Russia fino al mare di Ochotsk ad est, nonché la penisola di Kamčatka, l'isola di Sachalin e le isole Curili. Il limite meridionale dell'areale passa attraverso la Mongolia settentrionale e la Manciuria nel nord-est della Cina. La specie è presente anche nell'isola settentrionale giapponese di Hokkaidō. Le popolazioni della Siberia sud-orientale vengono attualmente assegnate a un taxon separato, oggi considerato una specie a sé stante (Salamandrella tridactyla).
Salamandrella keyserlingii è l'unico urodelo che si spinge oltre i 66 gradi di latitudine nord e vive anche non lontano dal polo del freddo dell'emisfero boreale, vicino a Verchojansk. Per essere un anfibio, presenta una straordinaria resistenza alle temperature gelide e sopravvive anche a periodi di freddo prulngata con temperature comprese tra i –35 e i –40 °C.

## Biologia

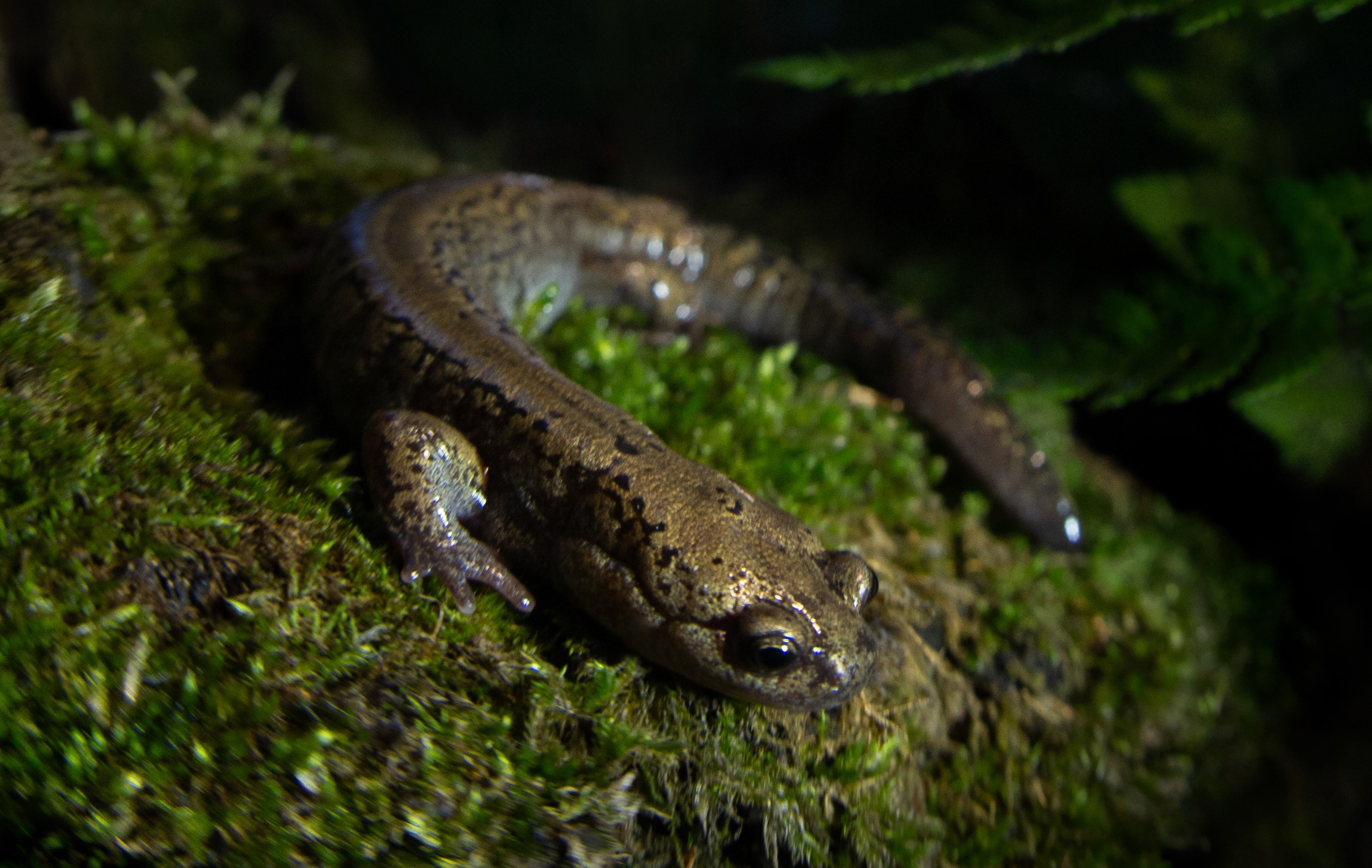
Salamandra siberiana su un cuscino di muschio.

La salamandra siberiana vive nelle aree paludose, nelle radure e nei prati umidi, dove si può trovare sotto il muschio, le foglie cadute o i tronchi d'albero caduti nei pressi degli specchi d'acqua dove si riproduce: laghetti alluvionali, acque correnti calme e acque ferme dal fondale ricco di piante acquatiche, ma anche piccoli accumuli d'acqua di vario tipo. Nelle regioni siberiane dove il terreno è costituito da permafrost il periodo di attività estiva è estremamente breve. Dalla fine di settembre, questi animali cercano un riparo per andare in letargo nelle profondità del terreno o all'interno di tronchi d'albero marci. Il letargo può durare, a seconda della zona, dai 160 ai 220 giorni. Ad una temperatura esterna compresa tra 0,5 e 1 °C sono in grado di muoversi e tornare attivi.
La dieta delle salamandre siberiane è costituita da insetti e loro larve, lombrichi, limacce, aracnidi e pulci di fiume, cui danno la caccia durante i periodi di attività notturni.

### Riproduzione
Quando la neve si scioglie, tra aprile e giugno, le salamandre si dirigono verso le pozze d'acqua adibite alla deposizione delle uova, dalla temperatura di appena 3 °C. Prima dell'accoppiamento, la femmina viene ripetutamente colpita con la coda dal maschio, che le «danza»  intorno a lungo. Tuttavia, l'atto della riproduzione vera e propria non è mai stato adeguatamente studiato. Da un lato, si presume che, come in tutte le specie di Inobiidi, abbia luogo la fecondazione esterna delle uova deposte dalla femmina. Dall'altro lato, è stato riferito che la femmina accoglie diversi grumi di sperma depositati dal maschio nella cloaca e che il seme viene conservato fino all'anno successivo. L'anno successivo, si dice che la femmina rilasci nell'acqua due «sacche di uova» gelatinose avvolte a spirale, lunghe da quattro a un massimo di 37 centimetri. Poco dopo, la femmina viene corteggiata nuovamente da un maschio e il nuovo sperma viene conservato per l'anno successivo. Dopo una fase embrionale che dura da due a cinque settimane, le larve, della lunghezza di un centimetro, si schiudono, ma saranno necessarie altre sei-dieci settimane prima che venga effettuata la metamorfosi. Dopo un anno i giovani sono lunghi circa tre centimetri; la maturità sessuale viene raggiunta a due o tre anni.